# Cantó de Castèthnau dau Medòc
El cantó de Castèthnau dau Medòc és un cantó del departament francès de la Gironda, a la regió de la Nova Aquitània. Està inclòs al districte de L'Esparra i té 19 municipis. El cap cantonal és Castèthnau dau Medòc.

## Municipis
- Arsin
- Arçac
- Avensan
- Brach
- Cantenac
- Castèthnau dau Medòc
- Cuçac
- La Barda
- La Canau
- La Marca
- Listrac de Medòc
- Margaus
- Molís de Medòc
- Lo Pòrge
- Senta Elena
- Salaunas
- Saumòs
- Sauçan
- Lo Temple

## Història
| Data d'elecció                           | Identitat        | Partit                     | Qualitat |
| ---------------------------------------- | ---------------- | -------------------------- | -------- |
| 1945-1955                                | J. Seynat        |                            |          |
| 1955-1979                                | André Dartigues  | MRG                        |          |
| 1979-1992                                | Yves Lecaudey    | UDF, després Divers gauche |          |
| 1992-1998                                | Michel Lecoustra | RPR                        |          |
| 1998-                                    | Yves Lecaudey    | PS                         |          |
| les dades anteriors no són pas conegudes |                  |                            |          |
|                                          |                  |                            |          |

## Demografia
| 1962   | 1968   | 1975   | 1982   | 1990   | 1999   | 2006   |
| ------ | ------ | ------ | ------ | ------ | ------ | ------ |
| 15.209 | 16.365 | 17.770 | 21.374 | 24.184 | 26.131 | 31.516 |